# TSAT
TSAT (auch Taylor Satellite) war ein Forschungssatellit.

## Aufbau und Mission
Er war ein Cubesat der Größe 2U (zwei Einheiten). Entwickelt wurde TSAT von einem Partnerprojekt der Taylor University und der Universidad de Chile. Der Start fand am 18. April 2014 an Bord einer Falcon 9 v1.1 als sekundäre Nutzlast der Dragon-CRS-3-Mission vom LC-40 der Cape Canaveral Air Force Station statt. Dabei wurde er in eine 301 km × 332 km hohe Umlaufbahn mit 51,65° Bahnneigung ausgesetzt.

## Nutzlast
Der Satellit war mit einer Langmuir-Sonde, einem Partikelsensor und einem Magnetometer ausgerüstet. Damit sollte er das Verhalten des Plasmas und der Ionosphäre untersuchen.